# Palacio de Maximiano Hercúleo
El denominado palacio de Maximiano Hercúleo se localiza en el yacimiento arqueológico de Cercadilla en Córdoba. Las investigaciones más rigurosas y científicas han podido demostrar que se trata de un edificio construido por el emperador Maximiano en la época de la primera tetrarquía (entre los años 293 y 305), como consecuencia de la dispersión de los centros de poder del imperio romano, por un lado, y debido a las incursiones de piratería franca en la zona del estrecho de Gibraltar, por otro.

## Historia y descripción

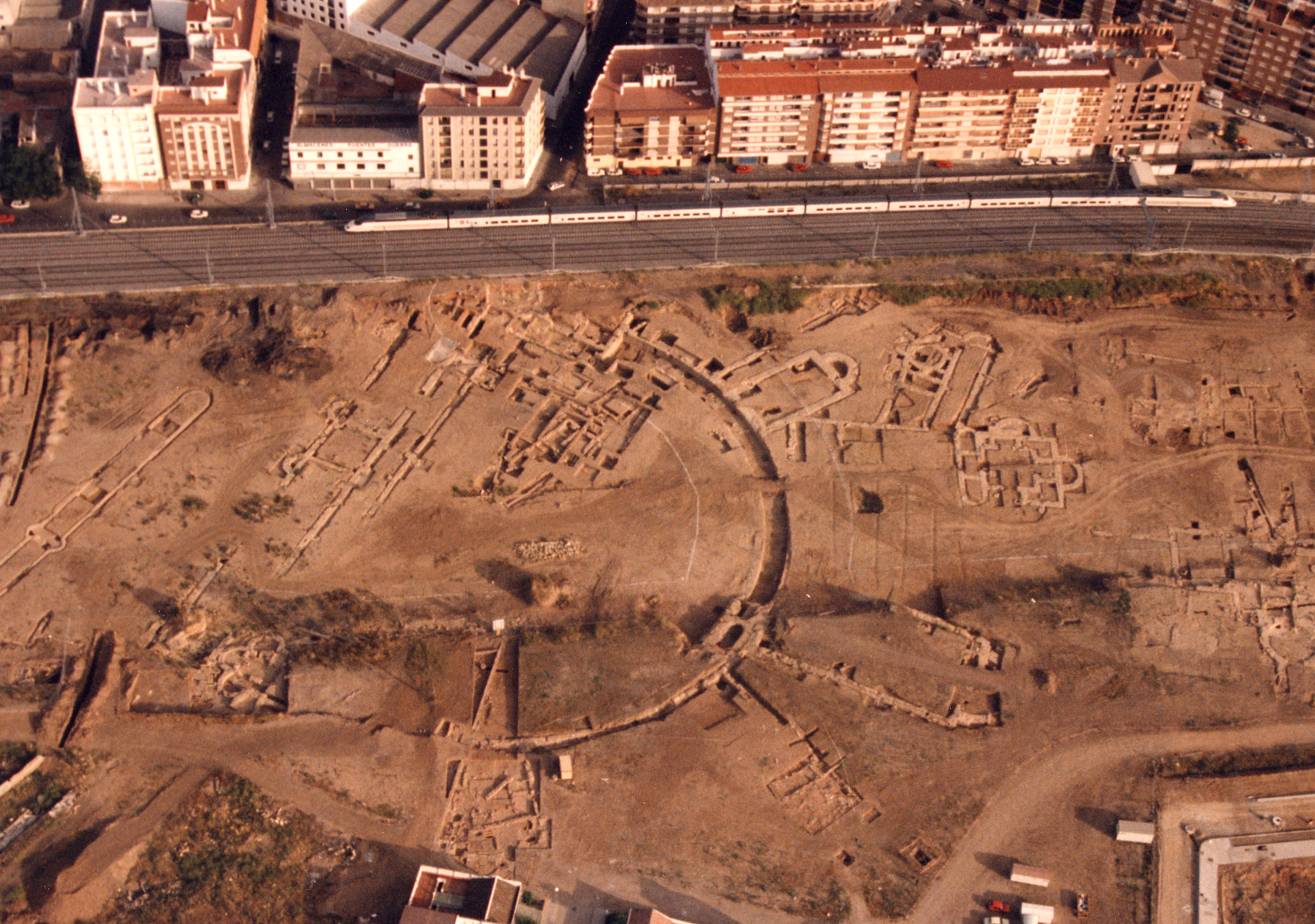
Vista aérea del yacimiento antes de su destrucción parcial por la construcción de la nueva estación central.

Sin embargo, existen discrepancias en esta atribución. Entre otros, el profesor Ramón Corzo Sánchez y el arqueólogo Pedro Marfil creen que no se trata de un palacio ni tuvo nada que ver con el emperador, sino que se trató de un gran edificio mandado construir por el obispo Osio en honor de San Acisclo. Entre otras razones, se argumenta que el edificio está construido utilizándose una unidad de 80 cm, que es una medida de arqueología cristiana, no siendo por tanto probable que se hiciera bajo el mandato del emperador Maximiano Hercúleo.
El edificio se situó en el ángulo noroccidental de la ciudad de Corduba, articulándose en torno a un criptopórtico de trazado semicircular. Siglos más tarde, desde el siglo VI, una parte del palacio fue utilizado como centro de culto cristiano. También se ha encontrado una gran necrópolis cristiana, que siguió siendo usada durante la época islámica. En esta necrópolis se han hallado dos obispos: Lampadio y Samsón.
El yacimientos fue descubierto en 1922. No exento de polémica y política, en 1992 fue destruido con excavadoras para construir la nueva estación de AVE de la ciudad, mientras los arqueólogos intentaban impedirlo.

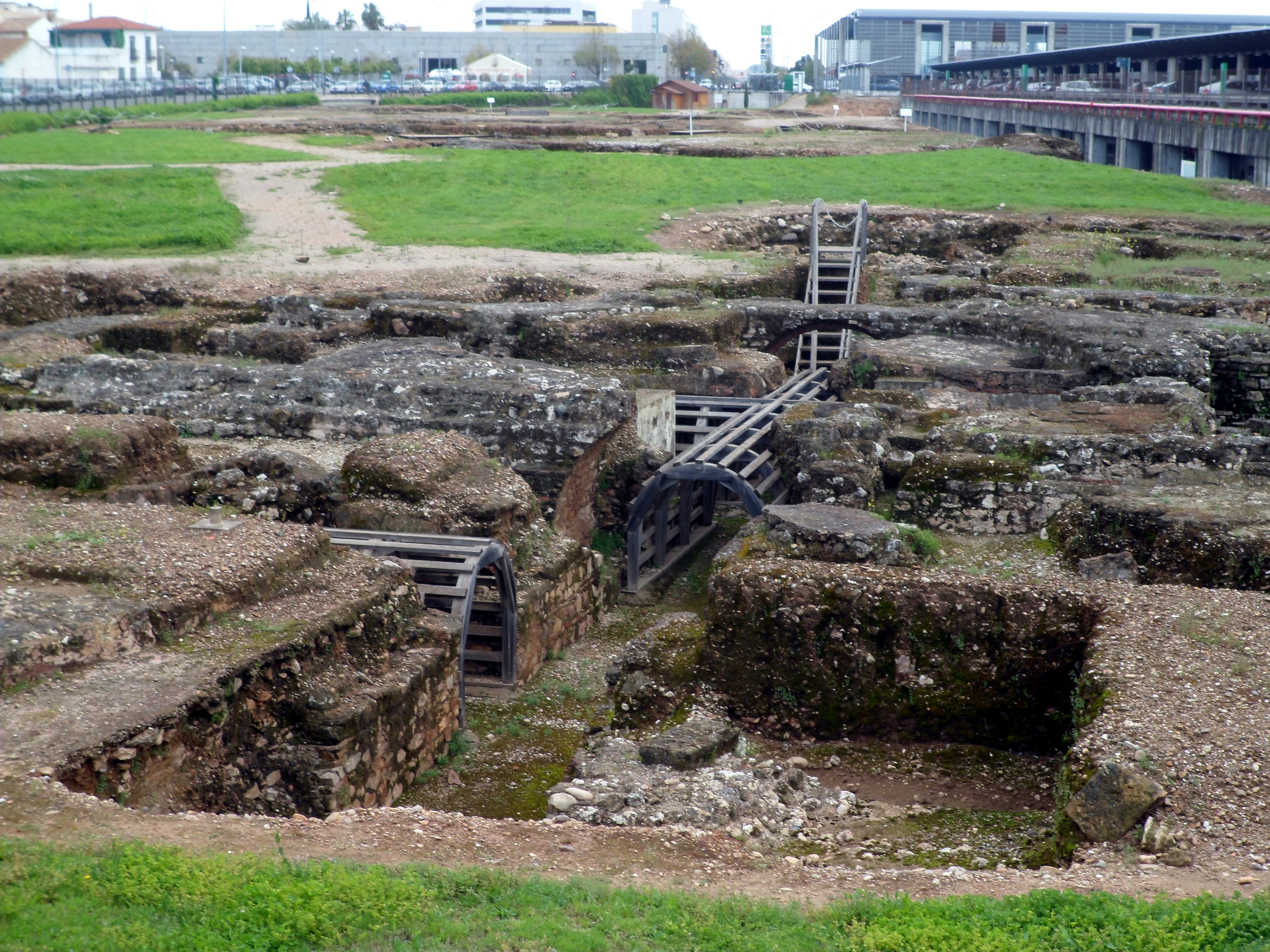
Apartamentos imperiales.
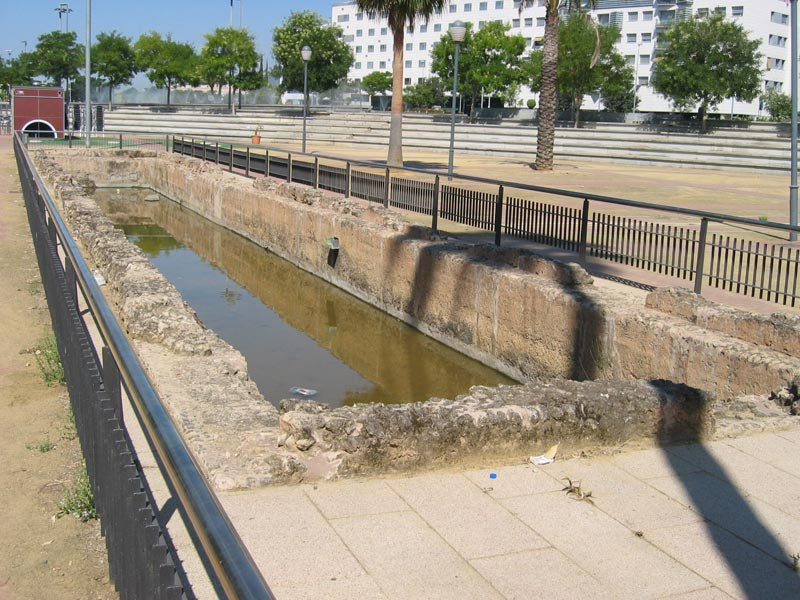
Cisterna. Hoy reubicada en el Paseo de Córdoba.